# Józef Mrozek

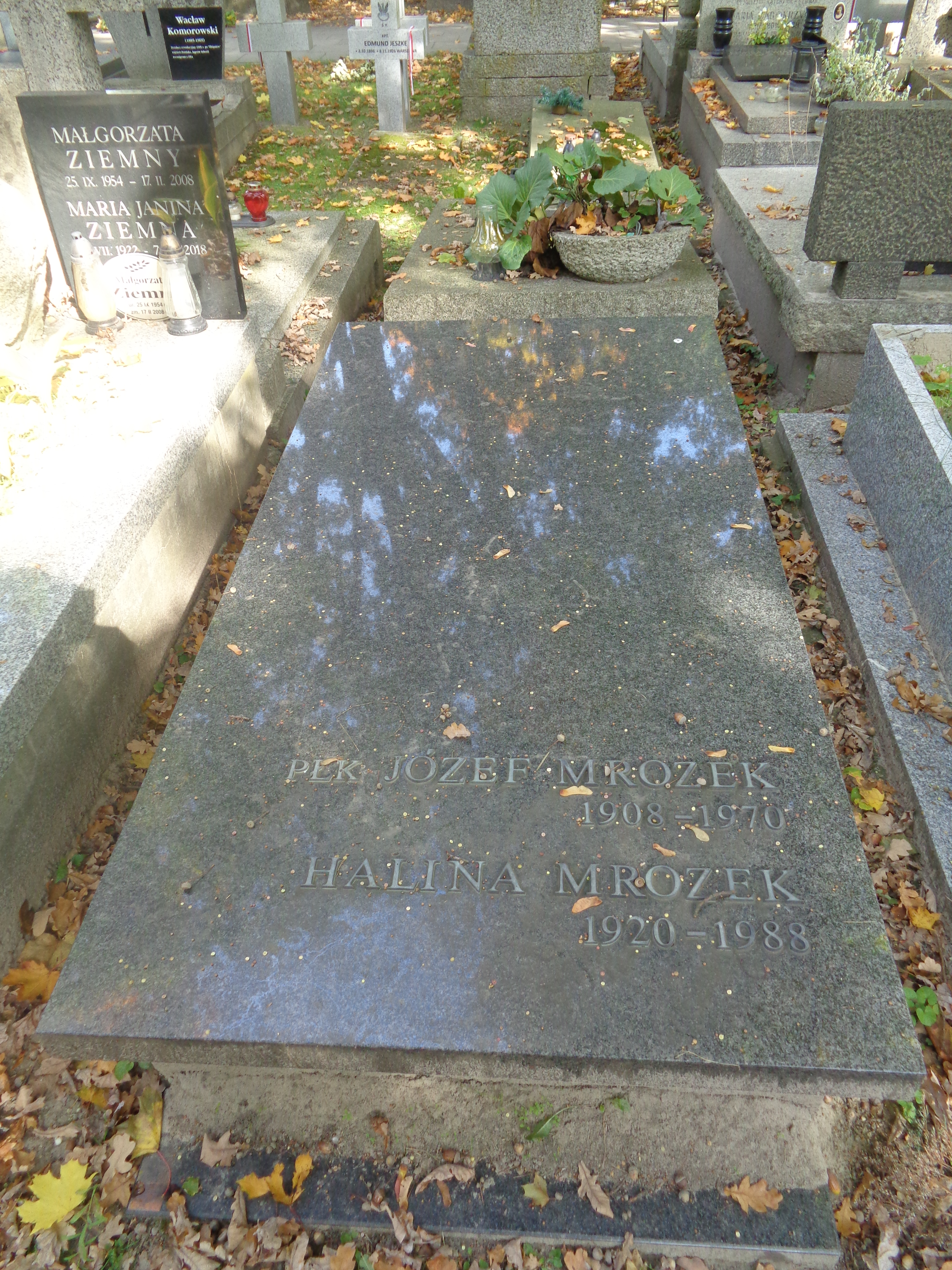
Grób Józefa Mrozka na Cmentarzu Wojskowym na Powązkach

Józef Mrozek (ur. 4 lipca 1908 w Brzozowie, zm. 11 lutego 1970 w Warszawie) – działacz komunistyczny, pułkownik Wojska Polskiego, funkcjonariusz MBP.

## Życiorys
Urodził się 4 lipca 1908 w Brzozowie. Był synem Andrzeja i Katarzyny. 20 lutego 1929 zdał egzamin dojrzałości w Gimnazjum Klasycznym w Brzozowie. Od 1929 służył w Wojsku Polskim. Do stycznia 1931 odbywał służbę wojskową w Batalionie Podchorążych Rezerwy Piechoty Nr 10A w Nisku i w 39 Pułku Piechoty Strzelców Lwowskich w Jarosławiu. W 1931 podjął pracę jako praktykant w Izbie Skarbowej w Poznaniu. Od listopada 1931 do maja 1933 reporter w „Dzienniku Gdyńskim”. Uczestniczył w działalności kulturalno-oświatowej ZMW „Wici”. Od 1934 sekretarz Związku Bezrobotnych w Gdyni. W 1935 został mianowany podporucznikiem ze starszeństwem z 1 stycznia 1934 i 3061. lokatą w korpusie oficerów rezerwy piechoty.
Na przełomie 1936 i 1937, po krótkim okresie pracy w „Krakowskim Kurierze Wieczornym”, wyjechał nielegalnie do Hiszpanii, gdzie walczył w wojnie domowej w Brygadzie im. Jarosława Dąbrowskiego, w której był dowódcą 1 kompanii, a następnie 1 batalionu. Uczestniczył w obronie Madrytu. Ranny w kwietniu 1937 pod Morata de Tajuña, przebywał w szpitalach w Murii i Orihuela. Od listopada 1937 dowódca kompanii w polskim batalionie rezerwowym w Casas-Ibáñez koło Albacete. W marcu 1938 powrócił do Batalionu im. Dąbrowskiego i jako dowódca kompanii walczył na froncie aragońskim (Belchite, Caspe, Lerida). W maju tego roku został członkiem Komunistycznej Partii Hiszpanii. W bitwie nad Ebro (lipiec-wrzesień 1938) adiutant batalionu w stopniu kapitana. Po wycofaniu Brygad Międzynarodowych z szeregów armii republikańskiej przebywał w obozach repatriacyjnych w Katalonii (Pradel, Palafrugell), po upadku Barcelony w styczniu 1939 zgłosił się ponownie na front i jako zastępca dowódcy, następnie dowódca nowo uformowanego batalionu polskiego brał udział w ostatnich walkach odwrotowych. Drukował w Hiszpanii korespondencje: artykuły w „Dąbrowszczaku” i „Ochotniku Wolności”. 9 lutego 1939 wraz z innymi żołnierzami Brygady internowany we Francji.
Członek KPH i KPF. Po wkroczeniu Niemców do Francji, w marcu 1941 zgłosił się na roboty do Niemiec z zamiarem przedostania się do Polski. Pracował w stoczni w Bremie, skąd jesienią 1941 przedostał się do Warszawy.
Początkowo współpracował ze Stowarzyszeniem Przyjaciół ZSRR, następnie wstąpił do PPR i GL. Zajmował się organizowaniem prasowego organu GL i został redaktorem naczelnym pisma „Gwardzista”. Z racji przygotowania wojskowego skierowano go na doradcę pierwszego oddziału partyzanckiego GL. W końcu maja 1942 wyjechał w lasy piotrkowskie, gdzie wstąpił do oddziału GL im. Stefana Czarnieckiego, dowodzonego przez Franciszka Zubrzyckiego „Małego Franka”. 10 czerwca 1942 został ranny w walce z Niemcami koło wsi Polichno, a następnego dnia schwytany i uwięziony w Piotrkowie i Radomiu, następnie zesłany do obozu w Auschwitz. W marcu 1943 przewieziony do obozu w Gross-Rosen, pod koniec 1943 do Sachsenhausen, gdzie był członkiem Międzynarodowego Komitetu Ruchu Oporu.
Po wyzwoleniu obozu i powrocie do Polski w maju 1945 został funkcjonariuszem aparatu bezpieczeństwa; od sierpnia 1945 do lutego 1946 był dyrektorem gabinetu ministra bezpieczeństwa publicznego, od marca 1946 do lutego 1947 szefem Wojewódzkiego Urzędu Bezpieczeństwa Publicznego w Gdańsku, od marca 1947 do października 1948 szefem WUBP w Szczecinie, od listopada 1948 do stycznia 1950 szefem WUBP w Poznaniu. Od 1950 w stanie spoczynku, redaktor „Rolnika Polskiego” i sekretarz redakcji „Sztandaru Młodych”. 13 listopada 1956 przywrócony do służby i wyznaczony na stanowisko zastępcy szefa Oddziału II Sztabu Generalnego WP. 7 września 1959 przeszedł na emeryturę.
Zmarł 11 lutego 1970 w Warszawie. Pochowany z honorami 14 lutego 1970 na cmentarzu Powązki Wojskowe w Warszawie (kwatera B18-4-11). Ówczesne władze partyjne i państwowe reprezentowali: sekretarz Komitetu Centralnego PZPR, prezes ZG ZBoWiD gen. Mieczysław Moczar, wicepremier Eugeniusz Szyr oraz wiceministrowie obrony narodowej gen. dyw. Józef Urbanowicz i gen. broni Grzegorz Korczyński, który wygłosił przemówienie w imieniu żołnierzy WP.

## Ordery i odznaczenia
- Order Krzyża Grunwaldu II klasy
- Order Sztandaru Pracy II klasy
- Krzyż Srebrny Orderu Wojennego Virtuti Militari
- Krzyż Kawalerski Orderu Odrodzenia Polski
- Krzyż Partyzancki
- Medal Zwycięstwa i Wolności 1945
- Złoty Krzyż Zasługi
- Złota odznaka honorowa „Za Zasługi dla Warszawy” (1966)[7]